# Briscous
Briscous (baskisch: Beskoitze) ist eine französische Gemeinde mit 2.920 Einwohnern (Stand: 1. Januar 2022) im Département Pyrénées-Atlantiques in der Region Nouvelle-Aquitaine. Sie gehört zum Arrondissement Bayonne und zum Kanton Nive-Adour. Die Einwohner werden Beskoiztar genannt.

## Geografie
Die Gemeinde liegt im französischen Baskenland in der historischen Provinz Labourd. Die Gemeinde wird im Norden von Fluss Ardanavy begrenzt, im Süden verläuft die Suhihandia. Umgeben wird Briscous von den Nachbargemeinden Urcuit im Norden und Nordwesten, Urt im Osten und Nordosten, Hasparren im Süden sowie Mouguerre im Westen.
Durch die Gemeinde führen die Autoroute A64 und die frühere Route nationale 636 (heutige D936).

## Bevölkerungsentwicklung
| Jahr      | 1962 | 1968 | 1975 | 1982 | 1990 | 1999 | 2006 | 2012 | 2018 |
| Einwohner | 972  | 938  | 1085 | 1413 | 1745 | 1988 | 2396 | 2642 | 2879 |

## Sehenswürdigkeiten

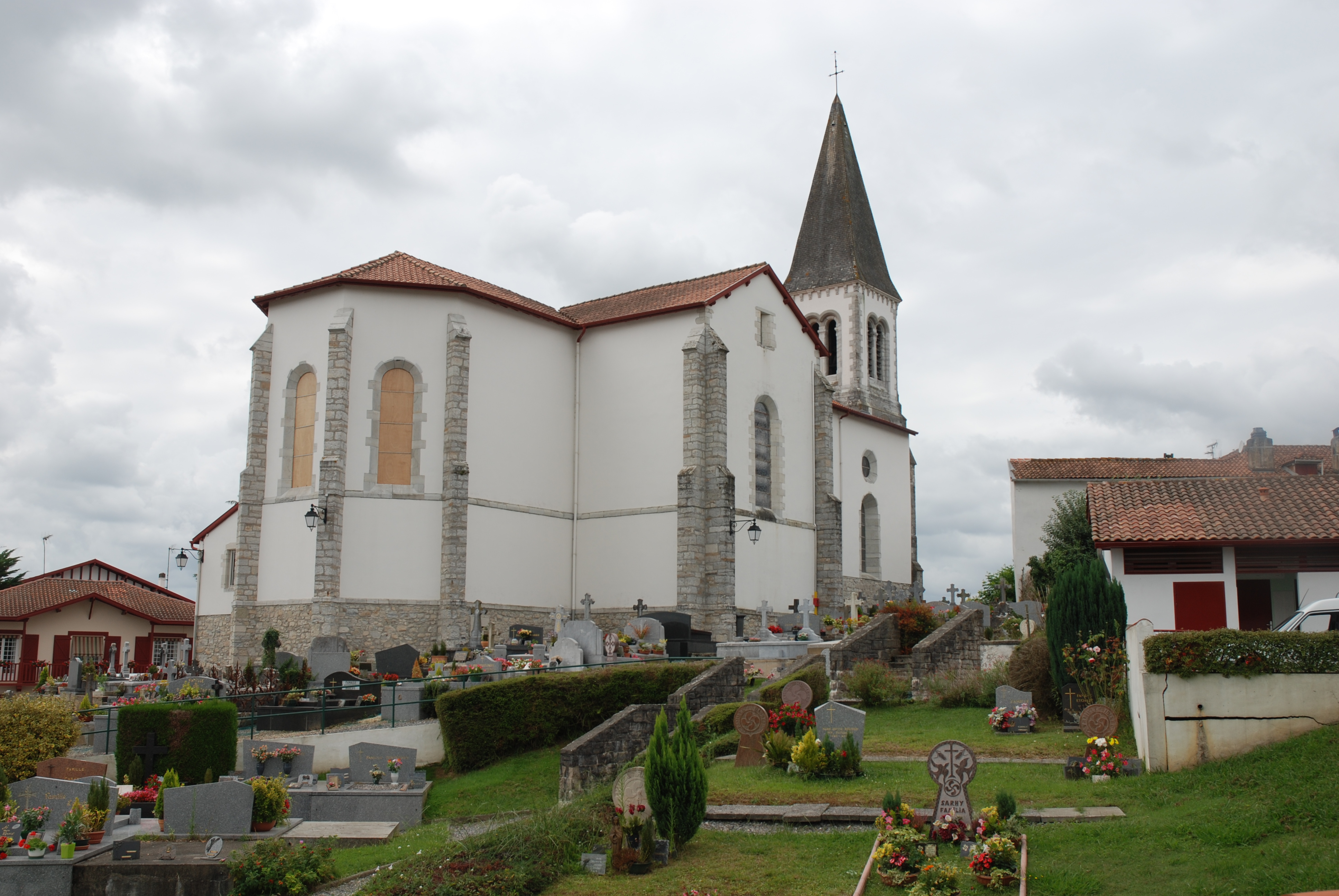
Kirche Saint-Vincent

- Kirche Saint-Vincent

## Persönlichkeiten
- Jean de Liçarrague (1506–1601), Übersetzer des Neuen Testaments ins Euskara